# Operation Luxor
Operation Luxor ist die Bezeichnung für eine großangelegte Operation der österreichischen Polizei im Jahr 2020 im Kampf gegen angeblichen Terrorismus von Muslimen.
Der Operation ging eine Observation von eineinhalb Jahren voraus, bis schließlich am 9. November 2020 etwa 930 Polizisten österreichweit Wohnungen und Vereinseinrichtungen von ca. 70 Beschuldigten stürmten. Nach drei Jahren wurde im Zuge dieser Operation keine Person festgenommen, in Untersuchungshaft genommen oder verurteilt. Alle Gerichtsverfahren wurden eingestellt.
Journalisten sprachen nach zwei Jahren von „zerbröselnden Ermittlungen“ bis zu „klassische türkise Showaktion mit bisher null strafrechtlichem Ergebnis“. Opfer der Razzia waren Personen aus der muslimischen Zivilgesellschaft und bekannte öffentliche Kritiker der ÖVP-Islampolitik. Der Kriminalsoziologe Reinhard Kreissl nannte es die Operation Luxor ein „Lehrbuchbeispiel von Regieren mit Kriminalität und Furcht“.

## Operation Luxor
Operation Luxor war die größte kriminalpolizeiliche Aktion in der Zweiten Republik nach der Operation Spring. Verantwortlich waren der damalige Innenminister Karl Nehammer (ÖVP) und die Justizministerin Alma Zadić (Grüne). Insgesamt wurde eine Razzia bei 70 Personen und Einrichtungen zeitgleich in den Bundesländern Wien, Steiermark und Kärnten simultan um 5 Uhr morgens durchgeführt. Es kam zu keiner einzigen Festnahme oder Untersuchungshaft und nach drei Jahren zu keiner einzigen Anklage oder gar Festnahme. Die Kosten der Abhöraktion alleine beliefen sich bis Juli 2022 auf mehr als eine halbe Million Euro. Die Razzia fand eine Woche nach dem Anschlag am 2. November 2020 statt, steht aber in keinem inhaltlichen oder personellen Bezug dazu. Die Bundesregierung, insbesondere die Minister der ÖVP unter dem damaligen Bundeskanzler Sebastian Kurz und dem Innenminister Karl Nehammer präsentierten die Razzia als einen wichtigen „Schlag gegen den politischen Islam“, einem wichtigen Wahlkampfthema von Sebastian Kurz. Das Ermittlungsverfahren wurde trotz Ergebnislosigkeit auf rund 104 Beschuldigte ausgeweitet und entwickelte sich zu einem der größten Justizverfahren der österreichischen Nachkriegsgeschichte. Heute (2023), drei Jahre nach der Razzia ist das Ermittlungsverfahren ergebnislos, weshalb es viel Kritik erntete.

## Strafverfahren
Ermittelt wurde wegen des Verbrechens der terroristischen Vereinigung nach § 278b Abs. 2 StGB, der kriminellen Organisation nach § 278a StGB, der staatsfeindlichen Verbindung nach § 246 Abs. 1 und 2 StGB, der Terrorismusfinanzierung nach § 278d Abs. 1 und 1a StGB und der Geldwäscherei gemäß § 165 Abs. 3 StGB. Der Terrorismusverdacht richtete sich dabei nicht gegen Aktivitäten im Inland, sondern im Ausland. Die Beschuldigten wurden verdächtigt, mithilfe terroristischer Straftaten (Mord, Entführung, Sprengstoffanschläge etc.), Terrorismusfinanzierung und Geldwäscherei islamische Enklaven in Europa zu errichten, das Regime des ägyptischen Präsidenten und Militär General Abdel-Fattah Al-Sisi in Ägypten zu stürzen, die Macht in Ägypten wiederzuerlangen, Israel zu zerstören und ein weltweites Kalifat mit Jerusalem als Hauptstadt errichten zu wollen. Konkrete Hinweise darauf gab es keine, weshalb der Klage gegen die Rechtmäßigkeit der Razzia von neun Beschuldigten allesamt Recht gegeben wurde. Der ehemalige Nationalratsabgeordnete und Grünen-Politiker Peter Pilz hat deswegen kommentiert: „Justiz und Polizei haben in der aufwendigsten Aktion in der Geschichte des Verfassungsschutzes versucht, israelische und ägyptische Behörden bei ihrem Kampf gegen Muslimbrüder und Hamas zu unterstützen. In keinem Moment der mehr als einjährigen Aktion ging es um eine terroristische Bedrohung gegen Österreich.“
Das Oberlandesgericht Graz urteilte im Juni 2021, dass es keinen Anfangsverdacht gegeben hat. Mit Stand Sommer 2023 wurden bei mehr als 40 Personen die Ermittlungsverfahren eingestellt. Der leitende Grazer Staatsanwalt Johannes Winklhofer versuchte dennoch, das Verfahren gegen 49 Personen inklusive Personen, die freigesprochen wurden, für zwei weitere Jahre zu verlängern.

## Umstrittene Gutachter
Zwei wichtige inhaltliche Grundlagen der Operation Luxor waren je ein Gutachten des Autorenduos Heiko Heinisch und Nina Scholz sowie eine Studie von Lorenzo Vidino. Im Juli 2022 wurden die beiden Gutachter Heiko Heinisch und Nina Scholz vom Oberlandesgericht wegen des Verdachts der Befangenheit abberufen. Ein von der Georgetown University in Washington D.C. geführtes Factsheet meint zu Heiko Heinisch und Nina Scholz, dass „beide nicht über Fachwissen über den Islam, die islamische Geschichte oder Muslime in Europa verfügen“, obwohl sie sehr viel darüber schreiben und von der ÖVP-geführten Regierung als Experten herangezogen werden. Der österreichische Politikwissenschaftler und Dschihadismus-Forscher Thomas Schmidinger hält in einer Analyse des Gutachtens von Heinisch und Scholz fest, dass beide „weder über das fachliche noch das sprachliche Wissen verfügten, um die vom Staatsanwalt gestellten Fragen fachlich kompetent, objektiv und unvoreingenommen zu beantworten“. Er zeigt, dass die Autoren anstatt seriöser Quellen auf „tendenziös-islamkritische Webseiten oder Medien zurückgegriffen“ hatten, was zu schwerwiegenden Fehlern führte, indem „teilweise falsch zugeordnet [wurde] und Verbindungen zu terroristischen Organisationen behauptet [wurden], die nicht nachweisbar sind“.
Das zweite Gutachten des Extremismus-Forschers Lorenzo Vidino wurde 14 mal im Durchsuchungsbefehl erwähnt. Vidino ist auch Mitglied des wissenschaftlichen Beirats in der Dokumentationsstelle Politischer Islam und berät damit die ÖVP-Integrationsministerin Susanne Raab. Wie Hans Rauscher erklärte, wurde das Ermittlungsverfahren gegen den ehemaligen Präsidenten der Islamischen Glaubensgemeinschaft in Österreich, Anas Schakfeh, basierend auf „völlig frei erfundenen“ Behauptungen von Vidino eröffnet. Vidino stand zuletzt heftig in der Kritik, weil er im Naheverhältnis zu einer Schmierkampagne, die von den Vereinigten Arabischen Emiraten gegen muslimische Vereine bezahlt wurde, involviert war. Vidino ist selbst zweimal als Zeuge im Zuge der Ermittlungen geladen worden. Wie das Wochenendmagazin Profil berichtet, stand Vidino „auf der Payroll des privaten Nachrichtendienstes Alp Services, der im Auftrag der Vereinigten Arabischen Emirate tätig ist“.

## Internationale Einflussnahme
Während der investigative Journalist und ehemalige Nationalratsabgeordnete (Die Grünen) Peter Pilz bereits zu Beginn meinte, dass israelische und ägyptische Behörden involviert gewesen sein könnten, zeigte die Profil-Chefredakteurin Anna Thalhammer und ihr Kollege Stefan Melichar in einer investigativen Recherche über den privaten Spionagedienst Alp Services, dass dieser vorab über die Operation informiert war.

## Mediale Rezeption
Eine Untersuchung der medialen Berichterstattung zur Operation Luxor innerhalb des ersten Monats kommt zu folgendem Schluss: „Zusammenfassend lässt sich über die Analyse der Berichterstattung und der Topoi sagen, dass die Medien bis einige Wochen nach der Operation Luxor die Informationen und Meinung der Regierung oftmals unkritisch wiedergaben – und das, obwohl nach der Pressekonferenz deutlich wurde, dass JournalistInnen sehr wohl kritische Fragen stellten. Es scheint, als ob das Vertrauen in die Exekutive und Judikative so groß war, dass man nicht annahm, dass eine Operation dieser Größe ohne konkretes Beweismaterial durchgeführt werden konnte – auch wenn Nehammer und Ruf die Fragen im Anschluss an die Pressekonferenz nur teilweise oder gar nicht beantworteten.“ Nach dem ersten Monat mehrten sich kritische Stimmen. Anna Thalhammer schrieb für 2021 in Die Presse von „zerbröselnden Ermittlungen.“ Der-Standard-Redakteur Hans Rauscher sprach 2022 von einer „klassischen türkisen Showaktion mit bisher null strafrechtlichem Ergebnis“ sowie einem „gigantischen Flopp“. Der Standard-Journalist Jan Michael Marchart sprach 2022 vom „derzeit größten und wohl umstrittensten Verfahren in Österreich“ und 2023 von einer „erfolglosen Operation Luxor“. 2023 schrieb Anna Thalhammer als Chefredakteurin des Wochenmagazins Profil von der Operation als „Nehammers Debakel“. Das Verhalten des Staatsanwalts Johannes Winklhofer wurde vom Chefredakteur der Wochenzeitschrift Falter, Florian Klenk, als dem „Staatsanwalt außer Kontrolle“, da er ein Ermittlungsverfahren eröffnete, um „drei angesehene Muslime […] wegen Nötigung“ zu „verfolgen, weil sie sich gegen Terror-Vorwürfe zum Teil erfolgreich mit Klagen wehren“.
Der Betroffene und Politologe Farid Hafez, der immer wieder in Englisch über die Operation Luxor schrieb und sprach, nahm in mehreren Interviews im österreichischen Fernsehsender Puls 24 vor. wie auch nach Einstellung seines Verfahrens Stellung zu den laufenden Ermittlungen der Operation.

## Einzelschicksale
Die Nationalratsabgeordnete Faika El-Nagashi (Grüne) meinte zur Operation Luxor: „Insbesondere die Operation Luxor hat dramatische Spuren innerhalb der muslimischen Communitys hinterlassen. Mittlerweile wurde der Großteil der Verfahren gegen die Beschuldigten zwar eingestellt, aber die Folgen sind tiefgreifend: Kinder und Jugendliche und ihre Familien wurden in unverhältnismäßigen Razzien frühmorgens von schwer bewaffneten Polizeikommandos aus dem Schlaf gerissen und schwer traumatisiert, die materiellen und immateriellen Kosten der Verfahren für die Betroffenen sind kaum zu beziffern, die Diffamierungen der muslimischen Vereine und exponierter Einzelpersonen hinterlassen bleibenden Schaden. Hier liegt ein langer Weg der politischen Aufarbeitung vor uns“.
Die Operation traf insbesondere Hilfsvereine, die sich um das Wohl palästinensischer Kinder kümmern. Gegen Osama Abu El Hosna, der in der Terrornacht vom 2. November 2020 einem Polizisten das Leben rettete, wurde nachträglich ebenso im Zuge der Operation Luxor ermittelt, da er in einem Hilfsverein tätig war. Trotz Freispruch wurde dem staatenlosen Abu El Hosna die Staatsbürgerschaft mit Verweis auf die beendeten Ermittlungen verwehrt. Da die Operation Luxor auch Hilfsvereine traf, kritisierten diese die de-facto Blockade von humanitärer Hilfe aufgrund der gesperrten Konten im Zuge der Ermittlungen. Religionslehrer wurden vom Dienst freigestellt und konnten damit mehrere Jahre ihrer Arbeit nicht nachgehen.

## Wissenschafts- und Meinungsfreiheit
Die Professorin für Strafrecht und Strafprozessrecht am Institut für Strafrecht und Kriminologie der Universität Wien Ingeborg Zerbes meinte, die Operation Luxor habe „große rechtsstaatliche Probleme und dazu gehört Meinungsfreiheit. Und Meinungen und religiöse Ausrichtungen werden ausgedeutet als Bereitschaft zur Brutalität, die in keinem dieser Beweismittel, die angeführt wurden, zum Ausdruck gekommen sind. Im Gegenteil: Eher gewaltablehnend“. Einer der bekanntesten Persönlichkeiten, die von der Operation Luxor betroffen waren, ist der österreichische Politikwissenschaftler Farid Hafez, der vor und nach der Razzia oftmals als Forscher und Kritiker der Islampolitik der ÖVP und der FPÖ aufgetreten war. Der Journalist Raimund Löw verwies im Zusammenhang mit der Islampolitik des Sebastian Kurz, dass dieser „den Rahmen der demokratisch garantierten Freiheiten“ sprenge, was auch am Beispiel der Mobilisierung der „Antiterrorpolizei gegen den unbequemen Politikwissenschaftler Farid Hafez“ zu sehen sei. Das Verfahren gegen ihn wurde mit dem Verweis, dass seine Rassismusforschung das Ziel verfolge, ein weltweites Kalifat zu errichten, vom Landesgericht Graz, welches die Razzia ermöglichte, aufrechterhalten. Das Landesgericht argumentierte, dass die „Verbreitung des Kampf-Begriffs ‘Islamophobie’ […] zur Errichtung eines islamischen Staates“ und als Schritt der „Bestrebung zur Errichtung eines islamischen Parallelstaates beschrieben“ wird. Der Kommunikationswissenschafter Fritz Hausjell nannte die Entscheidung des Landesgerichts Graz einen „Eingriff in die Meinungs- und Wissenschaftsfreiheit“. Das Online-Magazin Kontrast.at hielt fest, dass ZARA die Aktion und vor allem das Vorgehen gegen Hafez als pauschale Kriminalisierung von Muslim in Österreich kritisierte. Am 10. Jänner 2023 wurde das Verfahren gegen ihn eingestellt. Hafez meinte in einem Interview mit Puls 24 am 11. Jänner 2023, dass man ihn habe „mundtot“ machen wollen. Der ehemalige Sonderberichterstatter der Vereinten Nationen, Ahmed Shaheed, zeigte seine Freude über das Ende der Ermittlungen. Hafez verließ nach der Razzia das Land und ist seither Professor für Internationale Studien am Williams College.

## Internationale Rezeption
Das US-Außenministerium hat in seinem jährlichen Bericht die Operation Luxor in ihrem internationalen Bericht zu Religionsfreiheit erwähnt. In ihrem Bericht zu Islamophobie in Europa hat Amnesty International die Operation Luxor als Aktion, die „Wissenschaftler und Hilfsorganisation traf“ angeführt. Der arabische Fernsehsender Al Jazeera strahlte 2022 eine Dokumentationsserie unter dem Titel „Österreichs Operation Luxor: Anti-Terror oder Islamophobie?“ aus. Der Betroffene der Operation Luxor und Politikwissenschaftler Farid Hafez gab Al Jazeera ein 60-minütiges Interview, wo er ausführlich über die Operation Luxor sprach.
In ägyptischen und emiratischen Medien wurde die Operation Luxor als Schlag gegen die Muslimbruderschaft präsentiert. Gesprächspartner wie der muslimische Theologe Mouhanad Khorchide waren zu Gast in einer Propagandaserie des ägyptischen Staatsfernsehens, wo sie die Operation priesen. Zahlreiche internationale Medien wie Open Democracy, Middle East Eye, TRT World, Anadolu Agency und The New Yorker berichteten über die Operation. Wie der österreichische Politikwissenschaftler Thomas Schmidinger erklärte, hat die Operation Luxor Österreichs Reputation in der islamischen und insbesondere in der arabischen Welt geschadet.

## Reaktionen der Regierung und politischen Parteien in Österreich
Der ÖVP Innenminister Karl Nehammer hat von einem „Schlag gegen den politischen Islam“ gesprochen. Der Rechtsanwalt Richard Soyer sprach davon, dass die „Unschuldsvermutung gröblich verletzt“ wurde. Der Regierungspartner der ÖVP, die Grünen, haben die Operation Luxor nur vorsichtig kommentiert und von der Unschuldsvermutung gesprochen. Der SPÖ-Bereichssprecher für Innere Sicherheit Reinhold Einwallner meinte nach dem Urteil, wonach die Operation Luxor als rechtswidrig eingestuft wurde: „Die Operation Luxor war die Ausrede Nehammers für das Versagen beim schrecklichen Terroranschlag in Wien. Jetzt zeigt sich, dass die Operation rechtlich wohl keine Grundlage hatte … Das Innenministerium darf nicht weiter die Showbühne der ÖVP sein. Nehammer gefährdet damit die Sicherheit Österreichs!“ Im Jänner 2022 meinte Einwallner, die Operation Luxor habe „sich als Rohrkrepierer herausgestellt“.
Die Wiener Kleinpartei SÖZ forderte noch im Dezember 2020 den „sofortigen Rücktritt der Verantwortlichen“. Die beiden Nationalratsabgeordneten Stephanie Krisper (NEOS) und David Stögmüller (Grüne) haben mehrere parlamentarische Anfragen gestellt und die Operation Luxor auch im Rahmen des ÖVP-Korruptionsausschusses thematisiert. Die Antworten fielen dabei spärlich aus. Der Abgeordnete der rechtsextremen FPÖ, Hannes Amesbauer, stellte eine parlamentarische Anfrage zur Erschwerung des Lebens der von der Operation Luxor betroffenen Lehrer.
Im Juli 2022 wurde angekündigt, dass die Operation Luxor Thema im Untersuchungsausschuss des Nationalrats werden sollte, was letztendlich nie geschah. Der Nationalratspräsident und ehemalige Innenminister Wolfgang Sobotka (ÖVP) wisse nicht mehr, wie es zur Operation Luxor kam, sagte er im Rahmen eines U-Ausschusses. Im Bericht der NEOS zum ÖVP-Korruption-Untersuchungsausschuss heißt es: „Die Operation Luxor zeigt, wie ein billiges populistisches Wahlkampfthema zu einem absoluten Rechtsstaatsdebakel werden kann. So wurden immense Ressourcen der Polizei ohne Tatsachensubstrat in ein Verfahren gesteckt, nur weil es in das Narrativ der ÖVP gepasst hat, die Muslimbruderschaft wiederholt als terroristische Bedrohung zu deklarieren und sich selbst zu inszenieren. Man denke nur an die Fotos vom damaligen Innenminister Karl Nehammer bei einer Hausdurchsuchung im Rahmen der Operation Luxor. Was er dort sollte, konnte nicht geklärt werden. Rausgekommen ist nichts, nur dass die echten radikalen Islamisten währenddessen in Ruhe gelassen wurden. Die endlichen Ressourcen waren in diese Richtung ausgedünnt, auch beim späteren Attentäter von Wien, Kutjim F., unterließ man mögliche Präventionsmaßnahmen wie etwa eine Gefährderansprache.“ Die beiden Grün-Abgeordneten Georg Bürstmayr und Faika El-Nagashi meinten in ihrer Kritik zum Verfassungsschutzbericht 2020: „Weder wurden die Fehler des BVT im Vorfeld des Terroranschlags erwähnt, noch die Tatsache, dass die Operation Luxor mittlerweile durch Gerichte schwer unter Kritik geraten ist.“

## Reaktionen der Zivilgesellschaft
In einem offenen Brief an die Regierung verfasste ein Kollektiv von 16 zivilgesellschaftlichen Organisationen einen offenen Brief an die Regierung, wonach diese im Zuge der Operation Luxor „massive Einschränkungen der Grund- und Freiheitsrechte aller Menschen in Österreich“ befürchte. Mehrere zivilgesellschaftliche Vereinigungen haben Veranstaltungen zur Aufklärung über die Operation Luxor veranstaltet. Etwa wie ZARA gemeinsam mit SOS-Mitmensch sowie Dokustelle Islamfeindlichkeit und anti-muslimischer Rassismus gemeinsam mit der Muslimischen Jugend Österreich. Die antirassistische Bürgerrechtsbewegung Black Voices Volksbegehren hat ein Aufklärungsvideo zur Operation Luxor erstellt. Ein Team von Künstlern hat zum ersten Jahrestag der Operation Luxor im Rahmen der Kunstveranstaltung Muslim*Contemporary eine Ausstellung zur Operation Luxor veranstaltet. International hat die britische Bürgerrechtsorganisation CAGE und Act-P einen Bericht ein Jahr nach der Operation erstellt, der sich insbesondere auf die Verletzung von Kinderrechten bezog.